# Patrick Vegee
『Patrick Vegee』（パトリックベジ）は、日本のバンドUNISON SQUARE GARDENの8作目のフルアルバム。2020年9月30日に発売。

## 概要
- 前作『MODE MOOD MODE』から2年8ヶ月ぶりのアルバム。前作以降のシングル表題曲「春が来てぼくら」、「Catch up, latency」、「Phantom Joke」の3曲のほか、「弥生町ロンリープラネット」などの新曲を含む全12曲収録[4]。

- 初回限定盤には7月15日(水)に行った生配信ライブ「USG 2020 “LIVE (in the) HOUSE」の模様に、「等身大の地球」「ため息shooting the MOON」「さよなら第九惑星」「シャンデリア・ワルツ」の4曲を追加撮影したライブ映像を収録[4]。
- 受注生産限定盤は豪華BOX仕様となり、メンバーによる楽曲解説を含むセルフライナーノーツ付スペシャルブックレットに加え、オリジナルジグソーパズルが特典として収録[4]。
- 収録曲の「春が来てぼくら」を除くすべての楽曲が3人で演奏されており、同期音は使用されていない。
- 9月22日からリリース日前々日にあたる9月28日まで、YouTubeにて1日1曲ずつの楽曲の一部の音声のみの動画がアップされた。また、この一連の動画すべてで、概要欄において歌詞の全公開を行い、曲名を予想させる企画が行われた。
- アルバム発売に伴う全国ツアーは発売から1年後の2021年10月6日より「UNISON SQUARE GARDEN TOUR 2021-2022 「Patrick Vegee」」として開始する。

## 楽曲について
※シングル表題曲はリンク先を参照。
スロウカーヴは打てない (that made me crazy)
田淵が好きだというバンド・throwcurveのオマージュ・ソング。
歌詞の末尾が次曲「Catch up, latency」とリンクしている。
Catch up, latency
15th Single。
夏影テールライト
MVが製作され、2020年9月29日に公開された。
歌詞の末尾が次曲「Phantom Joke」とリンクしている。
Phantom Joke
16th Single。
世界はファンシー
MVが製作され、2020年8月22日に公開された。本作のリード曲。歌詞の末尾が「弥生町ロンリープラネット」と繋がっている。しかしMV版では末尾の歌詞が存在していない。
弥生町ロンリープラネット
2020年7月15日に行われた生配信ライブ「USG 2020 "LIVE (in the) HOUSE"」で披露された曲。漫画「椿町ロンリープラネット」のオマージュソング。
歌詞の末尾が次曲「春が来てぼくら」とリンクしている。
2021年から2022年にかけて行われたアルバムリリースツアーでは「Catch up, latency」とともに披露されなかった。本楽曲が演奏されたのは2022年1月現在、2020年7月の無観客配信ライブと12月のアルバム全曲再現配信ライブのみであるため、有観客で演奏されたことは一度もない。2022年7月より行われたホールツアー「kaleido proud fiesta」で有観客ライブ初披露された。
春が来てぼくら
14th Single。アルバムの中では最初にリリースされたシングル曲で、初出からアルバム収録まで約2年半の歳月がかかった。この長さはバンド史上最長である。
田淵は最初、サウンドコンセプトの違いからこの楽曲を収録することに難色を示したが、歌詞末尾のリンクなどによって自然な流れで配置することができたことにより、収録された。また、他シングル曲における歌詞末尾のリンクは、「弥生町ロンリープラネット」「春が来てぼくら」のリンクを思いついたことにより行われることとなった。
シングル発売当初はテレビで歌われなかったが、アルバム発売に際し出演したテレビ番組ではすべてこの楽曲が披露された。
2020年7月15日に行われた無観客生配信ライブでは、前曲「弥生町ロンリープラネット」と続けて演奏された。

## 収録内容

### CD
| 全作詞・作曲: 田淵智也、全編曲: UNISON SQUARE GARDEN、編曲協力：秋月須清（#10）。 | |          |            |      |
| #                                                                                 | タイトル | 作詞     | 作曲・編曲 | 時間 |
| 1.                                                                                | 「Hatch I need」                                                                                                  | 田淵智也 | 田淵智也   | 2:18 |
| 2.                                                                                | 「マーメイドスキャンダラス」                                                                                      | 田淵智也 | 田淵智也   | 3:14 |
| 3.                                                                                | 「スロウカーヴは打てない(that made me crazy)」                                                                    | 田淵智也 | 田淵智也   | 3:51 |
| 4.                                                                                | 「Catch up, latency」(テレビアニメ『風が強く吹いている』第1クールOPテーマ)                                        | 田淵智也 | 田淵智也   | 4:46 |
| 5.                                                                                | 「摂食ビジランテ」                                                                                                | 田淵智也 | 田淵智也   | 2:39 |
| 6.                                                                                | 「夏影テールライト」                                                                                              | 田淵智也 | 田淵智也   | 4:23 |
| 7.                                                                                | 「Phantom Joke」(テレビアニメ『Fate/Grand Order -絶対魔獣戦線バビロニア-』OPテーマ)                               | 田淵智也 | 田淵智也   | 4:01 |
| 8.                                                                                | 「世界はファンシー」                                                                                              | 田淵智也 | 田淵智也   | 3:24 |
| 9.                                                                                | 「弥生町ロンリープラネット」                                                                                      | 田淵智也 | 田淵智也   | 4:04 |
| 10.                                                                               | 「春が来てぼくら」(テレビアニメ『3月のライオン』第2シリーズ第2クールOPテーマ)                                     | 田淵智也 | 田淵智也   | 4:44 |
| 11.                                                                               | 「Simple Simple Anecdote」(紀陽銀行＆ROCK KIDS 802 presents Challenge With Smile-企業CMコンテスト- コンテストBGM) | 田淵智也 | 田淵智也   | 2:14 |
| 12.                                                                               | 「101回目のプロローグ」                                                                                           | 田淵智也 | 田淵智也   | 5:38 |
| 合計時間:                                                                         | 合計時間: | 45:16    |            |      |

### BD/DVD
「USG 2020 “LIVE (in the) HOUSE”」 + 4 tracks -Patrick Vegee Edition-
| #   | タイトル                                 | 作詞 | 作曲・編曲 |
| --- | ---------------------------------------- | ---- | ---------- |
| 1.  | 「mix juiceのいうとおり」                |      |            |
| 2.  | 「オトノバ中間試験」                     |      |            |
| 3.  | 「桜のあと (all quartets lead to the?)」 |      |            |
| 4.  | 「きみのもとへ」                         |      |            |
| 5.  | 「君の瞳に恋してない」                   |      |            |
| 6.  | 「オリオンをなぞる」                     |      |            |
| 7.  | 「I wanna believe、夜を行く」            |      |            |
| 8.  | 「スカースデイル」                       |      |            |
| 9.  | 「静謐甘美秋暮抒情」                     |      |            |
| 10. | 「mouth to mouse（sent you)」            |      |            |
| 11. | 「ドラムソロ」                           |      |            |
| 12. | 「Phantom Joke」                         |      |            |
| 13. | 「to the CIDER ROAD」                    |      |            |
| 14. | 「場違いハミングバード」                 |      |            |
| 15. | 「シュガーソングとビターステップ」       |      |            |
| 16. | 「箱庭ロックショー」                     |      |            |
| 17. | 「フルカラープログラム」                 |      |            |
| 18. | 「弥生町ロンリープラネット」             |      |            |
| 19. | 「春が来てぼくら」                       |      |            |
| 20. | 「等身大の地球」                         |      |            |
| 21. | 「ため息 shooting the MOON」             |      |            |
| 22. | 「さよなら第九惑星」                     |      |            |
| 23. | 「シャンデリア・ワルツ」                 |      |            |